# Graca
Graca – ręczne narzędzie rolnicze, składające się z metalowej, zakrzywionej łopatki, przytwierdzonej do styliska. Rodzaj motyki. Używane głównie do płytkiego spulchniania ziemi i plewienia.
Graca używana jest także do wygarniania rozżarzonych węgli z palenisk.
W murarstwie stosowana jest do rozrabiania wapna z wodą (gracowania).